# Бобална (Клуж)
Бобална (рум. Bobâlna) насеље је у Румунији у округу Клуж у општини Бобална. Oпштина се налази на надморској висини од 311 m.

## Историја
Према државном шематизму православног клира Угарске 1846. године место "Алперет" је имало 190 породица. Под ту парохију је је потпадао Секереш Терпењи као филијала. Православни пароси били су тада поп Василије и поп Павел Поповић.

## Становништво
Према подацима из 2011. године у насељу је живело 588 становника.